# Вождь краснокожих
«Вождь краснокожих» (англ. The Ransom of Red Chief) — юмористический рассказ-новелла американского писателя О. Генри, впервые опубликованный 6 июля 1907 года в журнале The Saturday Evening Post. В 1910 году рассказ вошёл в сборник «Коловращение» (англ. Whirligigs), выпущенный издательством Doubleday, Page & Company.

## Сюжет
Повествование ведётся от лица одного из героев — Сэма.
Действие рассказа происходит в одном из городков в американском штате Алабама. Двое мошенников, Сэм и Билл Дрисколл, остро нуждаются в деньгах. Для того, чтобы раздобыть их, они похищают девятилетнего мальчишку — сына богатого по местным меркам горожанина Эбенезера Дорсета, прячут ребёнка в пещере в лесу, а отцу намереваются отправить письмо с требованием выкупа в 2000 долларов. Однако мальчишка, называющий себя Вождём Краснокожих, принимает всё это за военную игру и считает, что находится в увлекательном походе, — он вовсе не стремится вернуться обратно домой. Более того, он вовлекает Билла и Сэма в свою игру в индейцев — да так, что просто навязывает им свои жестокие правила. Комичность ситуации ещё больше возрастает от того, что злодеи оказываются совершенно беспомощными перед детской непосредственностью. Доведённый чуть ли не до отчаяния Билл, на которого в отсутствие Сэма сыплются все шишки, уже и не знает, как от этого Вождя навсегда избавиться и просто строго прогоняет паренька домой.
— Сэм, — говорит Билл, — пожалуй, ты сочтёшь меня предателем, но я просто не мог терпеть. Я взрослый человек, способен к самозащите, и привычки у меня мужественные, однако бывают случаи, когда всё идёт прахом — и самомнение, и самообладание. Мальчик ушёл. Я отослал его домой. Всё кончено. Бывали мученики в старое время, которые скорее были готовы принять смерть, чем расстаться с любимой профессией. Но никто из них не подвергался таким сверхъестественным пыткам, как я. Мне хотелось остаться верным нашему грабительскому уставу, но сил не хватило.
Однако мальчик и не думает уходить и возвращается к Сэму с Биллом. Тогда они решают снизить сумму выкупа до 1500 долларов и спешно отсылают письмо с угрозами, — уверенные, что родители парня и деньги им выплатят, и мальчишку заберут домой. Но происходит невозможное: мистер Дорсет не только вежливо отказывается платить выкуп за своего несно́сного ребёнка, но вежливо предлагает двум «злодеям» самим заплатить ему 250 долларов за то, что он примет Джонни назад. В довершение всего оказывается, что передавать ребёнка необходимо только поздно ночью, чтобы соседи, которым Джонни также успел сильно достать своим хулиганским поведением, этому не воспрепятствовали. Сэм с Биллом, поворчав на предложение Дорсета, соглашаются и исполняют его.
Когда мальчишка обнаружил, что мы собираемся оставить его дома, он поднял вой не хуже пароходной сирены и вцепился в ногу Билла, словно пиявка. Отец отдирал его от ноги, как липкий пластырь. 

— Сколько времени вы сможете его держать?— спрашивает Билл.
— Силы у меня уж не те, что прежде,— говорит старик Дорсет,— но думаю, что за десять минут могу вам ручаться.
— Этого довольно,— говорит Билл.— В десять минут я пересеку Центральные, Южные и Среднезападные штаты и свободно успею добежать до канадской границы.
Хотя ночь была очень тёмная, а Билл очень толст, а я умел очень быстро бегать, я нагнал его только в полутора милях от города.

## Переводы
Первые переводы произведений О. Генри на русский язык появились в 1915 году, позднее многократно переиздавались. Самый известный перевод этой новеллы на русский язык выполнен Н. Л. Дарузес.

## Экранизации
Новелла неоднократно экранизировалась в США и в других странах как в виде отдельных фильмов, так и в составе сборников киноновелл.
- «Похищение вождя краснокожих» (англ. The Ransom of Red Chief) (Edison Manufacturing Company, 1911)[5]
- «Вождь краснокожих и другие…» (англ. O. Henry's Full House) (XX Century Fox, 1952)[6]
- «Похищение вождя краснокожих» (англ. The Ransom of Red Chief) (NBC, 1959)[7]
- «Вождь краснокожих (фильм, 1959)» (фр. Le Grand Chef (film, 1959))[8]
- «Деловые люди» (Мосфильм, 1962)[9]
- "Вождь краснокожих-68" (Киностудия "FIGA", 1968)
- "Вождь краснокожих-83" (Киностудия "FIGA", 1983)
- «Чертёнок с пушистым хвостом» (мультфильм, Мульттелефильм, 1985)[10]
- «Похищение вождя краснокожих» (англ. The Ransom of Red Chief) (Hallmark Entertainment, 1998)[11]
- «Маски в криминале» (ОРТ/Первый канал, 2000)
- «Маша и Медведь — С волками жить…» (мультфильм, «Анимаккорд», 2010)
- «Вождь разнокожих» («Рекун-синема», 2012)
- «Ужасная Пенни» (англ. Penny Dreadful) (короткометражка, ADASTRA Films[англ.], 2013)

## Влияние
После выхода новеллы и её экранизаций сюжет о двух похитителях, вынужденных заплатить деньги за то, чтобы вернуть похищенного мальчика домой, получил большое распространение в кинематографе и художественной литературе. Подобно другим работам Генри, «Вождь краснокожих» стал привычной культурной метафорой. Телесериалы, особенно для детей, часто показывают эпизоды, основанные на этой идее; примерами может служить персонаж Perfume из мультсериала «She-Ra: Princess of Power» или Louise Lamour в диснеевском «Чудеса на виражах» (в эпизоде под заголовком «The Ransom of Red Chimp») или же фильм «Деннис-мучитель».
Книга была дважды адаптирована в Советском Союзе — она вышла в виде экранизации, фильм «Деловые люди» Леонида Гайдая (в телеверсии есть три отличия от историй О. Генри) и антропоморфичный пародийный мультфильм, названный «Чертёнок с пушистым хвостом». Уже в современной России этот сюжет использовали «Маски-шоу» и мультипликационный сериал «Маша и медведь» (серия «С волками жить…»).